# Archidiocèse de Naples
L'archidiocèse de Naples (en latin : archidioecesis Neapolitana ; en italien : arcidiocesi di Napoli) est un archidiocèse métropolitain de l'Église catholique d'Italie appartenant à la région ecclésiastique de Campanie.

## Territoire
L'archidiocèse couvre la ville de Naples à l'exception des quatre quartiers de Fuorigrotta, Bagnoli, Pianura (it) et Soccavo (it) qui relèvent du diocèse de Pouzzoles et dans une partie de la ville métropolitaine de Naples dont l'autre partie est dans l'archidiocèse de Sorrente-Castellammare di Stabia et les diocèses de Nole, d'Acerra et d'Ischia. Son territoire a une superficie de 274 km2 divisé en 287 paroisses regroupées en 13 archidiaconés. L'évêché est dans la ville de Naples où se trouve la cathédrale de l'Assomption.

## Histoire
Selon la tradition, saint Pierre et saint Paul visitent Naples et Pierre consacre le premier évêque de Naples saint Aspren. Le premier évêque de Naples dont l'existence est attestée est saint Fortunat (it),, titulaire de la chaire napolitaine autour des années 342-344. Le diocèse est érigé au Ier siècle.
Jusqu'au VIe siècle et dans une partie du VIIe siècle, presque tous les évêques sont vénérés comme saints par l'Église catholique. Au début du XIe siècle, Sergio II est le premier à porter le titre d'archevêque. Pendant la période de domination byzantine, les archevêques de Naples sont toujours consacrés à Rome, malgré le fait que tous les biens sont soumis à la juridiction du patriarche de Constantinople utilisant à la fois le rite romain et le rite byzantin. Il est élevé au rang d'archidiocèse métropolitain au XIe siècle.
De 1458 à 1575, le siège archiépiscopal est la prérogative de plusieurs membres de la famille Carafa qui se succèdent avec une seule interruption de cinq ans. Deux archevêques de Naples sont élus papes : Paul IV en 1555 et Innocent XII en 1686. Du 19 au 22 novembre 1891, Naples accueille le premier congrès eucharistique national italien.

### Articles liés
- Liste des diocèses et archidiocèses d'Italie
- Église catholique en Italie